# Origins Award
Der Origins Award ist einer der wichtigsten US-amerikanischen Spielepreise. Er wird seit 1975 jährlich von der Academy of Adventure Gaming Arts and Design (AAGAD) auf der Origins Game Fair in Columbus (Ohio) vergeben.
Die Preise werden für die besten neuveröffentlichten Spiele des vergangenen Jahres in verschiedenen Genres (Brettspiel, Kartenspiel, Sammelkartenspiel, Rollenspiel etc.) verliehen, aber auch für andere Produkte der Spielebranche wie Miniaturen oder anderes Zubehör sowie Spielezeitschriften. Dazu kommen der Vanguard Award für besondere Innovationen (seit 2003), mehrere Gamer's-Choice-Preise (Publikumspreis) und die Aufstellung einer Hall of Fame. Bis 1987 wurden die Charles S. Roberts Awards zu den Origin Awards gezählt und noch bis 2000 mit ihnen zusammen verliehen.
Als Preis wird eine Statuette der Muse Kalliope verliehen, nach der die Awards auch Calliopes genannt werden. 

## Preise
Die Anzahl der Preise und die Namen der Kategorien änderten sich mit der Zeit. So wurden anfangs Konfliktsimulationsspiele prämiert, seit 1977 gibt es Preise für Miniaturen und Rollenspiele, zwischen 1978 und 2001 Preise für Fantasy- und Science-Fiction-Spiele, zwischen 1980 und 1999 Preise für Computerspiele, seit 1985 für Postspiele, seit 1994 Preise für Kartenspiele und seit 1997 Preise für sonstige Brettspiele.
Von 1974 bis 1976 entsprachen die Origins Awards den Charles S. Roberts Awards. Von 1977 bis 1986 wurden zum einen der Charles S. Roberts Awards für Brettspiele und der H. G. Wells Award für Miniaturen und Rollenspiele vergeben. Seit 1987 wird der Charles S. Roberts Award unabhängig von den Origins Awards vergeben.

### Brettspiele
Die Preisträger siehe unter Origins Award/Brettspiele.

#### Konfliktsimulationen
- Best Professional Game (1974–1975)
- Best Amateur Game (1974–1975, 1978)

- Best Strategic Game (1976–1977)
- Best Tactical/Operational (1976–1977)

- Best Initial Release of a Boardgame (1979–1981)

- Best Pre-20th Century Boardgame (1978–1996)
- Best Boardgame Covering the Period 1900–1946 (1987–1988)
- Best Boardgame Covering the Period 1947-Modern Day (1987–1988)
- Best Modern-Day Boardgame (1989–1996)
- Best Historical Board Game (1997–2007)

#### Science Fiction und Fantasy
- Best Fantasy or Science Fiction Boardgame (1978–1980, 1985–2001)
- Best Science Fiction Boardgame (1981–1984)
- Best Fantasy Boardgame (1981–1984)

#### Sonstige Brettspiele
- Best Abstract Board Game (1997–2003)
- Best Traditional Board Game (2003)
- Best Board Game or Expansion (2002–2007)

#### Grafik
- Best Graphic Presentation of a Boardgame (1976, 1978, 1984–2003)

### Miniaturen

#### Serien
- Best Historical Figure (Miniatures) Series (1977–2006)
- Best Fantasy or Science Fiction Figure Miniatures Series (1977–2003)
- Best Vehicular or Accessory Series (1977–1988)
- Best Vehicular (Miniatures) Series (1989–2001)
- Best (Miniatures) Accessory Figure Series (1989–1996)
- Best Miniatures Accessories or Terrain (2003)
- Best Miniatures Game or Expansion (2006)
- Best Miniature or Miniatures Line (2006, 2007)
- Best Historical Miniatures Line (2006, 2007)
- Best Historical Miniatures Game (2007)

#### Regeln
- Best Miniatures Rules (1978–1995, 2007)
- Best Science Fiction or Fantasy Miniatures Rules (1996–2003)
- Best Historical Miniatures Rules (1996–2003)

### Rollenspiele
Die Preisträger siehe unter Origins Award/Rollenspiele.
- Best Roleplaying Rules/Game (1979–2007)
- Best Roleplaying Adventure (1979–2003)
- Best Roleplaying (Game) Supplement (1985–2007)
- Best Graphic Presentation of a Roleplaying Game, Adventure, or Supplement (1987–2000)

### Computerspiele
Die Preisträger siehe unter Origins Award/Computerspiele.
- Best Computer Game (1980)
- Best Adventure Game for Home Computer (1981–1985)
- Best Fantasy or Science Fiction Computer Game (1986–1996)
- Best Roleplaying Computer Game (1997–1999)
- Best Action Computer Game (1997–1999)
- Best (Military or) Strategy Computer Game (1986–1999)
- Best Screen Graphics in a Home Computer Game (1986–1988)

### Postspiele
Die Preisträger siehe unter Origins Award/Postspiele.
- Best Play-by-Mail Game (1985–2010)
- Best New Play-by-Mail Game (1989–1998)

### Kartenspiele
Die Preisträger siehe unter Origins Award/Kartenspiele
- Best Card Game (1994–1996)
- Best Traditional Card Game (1997–2007)
- Best Trading Card Game (Collectable Card Game) (1997–2007)
- Best Card Game Expansion or Supplement (1997–2003)
- Best Graphic Presentation of a Card Game or Expansion (1996–2003)

### Printmedien

#### Spielezeitschriften
- Best Professional (Adventure/Boardgaming) Game Magazine (1974–1999)
- Best Professional Magazine Covering Miniatures or Roleplaying (1977)
- Best Professional Miniatures Magazine (1979–1986)
- Best Professional Roleplaying Magazine (1979–1986)
- Best Professional Game Periodical (2000–2001)

- Best Amateur (Adventure) Gaming Magazine (1974–1999)
- Best Amateur Game Periodical (2000–2001)

- Best Game-Related Periodical (2002–2003)

#### Bücher
- Best Game-Related Fiction (1994–1996)
- Best Game-Related Novel (Long Work) (1997–2003)
- Best Game-Related Short Work (1997–2003)
- Best Game-Related Graphic Fiction (2002–2003)

- Best Graphic Presentation of a Book Product (2001–2002)
- Best Book Design (2003)

#### Allgemein
- Best Fiction Publication (2004–2007)
- Best Non Fiction Publication (2004–2007)

### Hall of Fame
- Adventure Gaming Hall of Fame (1974–1999)
- Hall of Fame (2001–2004)

### Sonstiges
- Best Illustration (2001–2002)
- Game of the Year (2001–2005)
- Best Game (Aid or) Accessory (1993–1996, 2000–2002, 2004–2007)
- Gamers' Choice Awards (2003–2005)
- Vanguard Award (2002, 2004–2006)

### Sonderpreise
- All Time Best Napoleonic Rules (1977)
- All Time Best Roleplaying Rules (1977)
- All Time Best Fantasy Board Game (1977)
- Greatest Contribution to the Hobby 1967–77 (1977)
- All Time Best 20th Century Naval Rules (1979)
- All Time Best Ancient Medieval Rules (1979)
- All Time Best Pre-Napoleonic Gunpowder Miniatures Rules (1980)
- All Time Best Air Combat Miniatures Rules (1980)
- All Time Best Miniatures Rules for 20th Century Land Battles (1981)
- All Time Best Miniatures Rules for Pre-20th Century Naval Battles (1981)
- All Time Best Miniatures Rules for American Civil War Land Battles (1982)
- All Time Best Miniatures Rules for Science Fiction Battles (1982)
- Special Award for Outstanding Achievement (1987)
- Special Achievement Awards (1995)

## Hall of Fame
Bei den Origin Awards gibt es sowohl eine Hall of Fame für besonders relevante Personen der Spieleentwicklung wie auch für herausragende Produkte, vor allem Spiele und Publikationen, im Spielebereich. In der folgenden Liste sind alle Personen und Produkte alphabetisch gelistet (Stand Januar 2021):
Personen
- Peter Adkison (2003)
- Aaron Allston (2006)
- David Arneson (1984)
- Richard Berg (1990)
- Jolly Blackburn (2006)
- Larry Bond (2004)
- Gerald Brom (2019)
- Darwin Bromley (1996)
- Frank Chadwick (1984)
- Bob Charrette (2004)
- Vlaada Chvátil (2019)
- Loren L. Coleman (2014)
- David Cook (2003)
- Monte Cook (2015)
- Greg Costikyan (1999)
- Elizabeth Danforth (1995)
- James Dunnigan (1975)
- Mike Elliott (2017)
- Larry Elmore (1999)
- James Ernest (2002)
- Donald Featherstone (1993)
- Nigel Findley (1994)
- Richard Garfield (1998)
- Don Greenwood (1991)
- Ed Greenwood (2004)
- Julie Guthrie (1994)
- Gary Gygax (1980)
- Tracy Hickman (2001)
- John Hill (1978)
- David Isby (1980)
- Steve Jackson (1982)
- Jennell Jaquays (2017)
- Reiner Knizia (2004)
- John Kovalic (2002)
- Wolfgang Kramer (2020)
- Eric M. Lang (2018)
- Rick Loomis (1988)
- Rodger MacGowan (2006)
- Tom Meier (1991)
- Marc Miller (1981)
- Dennis Mize (2006)
- Alan Moon (2007)
- John Nephew (2016)
- Sandy Petersen (1990)
- Michael Pondsmith (2006)
- Alex Randolph (2011)
- Charles S. Roberts (1982)
- Sid Sackson (2011)
- R.A. Salvatore (2003)
- Tom Shaw (1976)
- Duke Seifried (2005)
- Kevin Siembieda (2015)
- Redmond Simonsen (1977)
- Kenneth St. Andre (2018)
- Michael Stackpole (1993)
- Francis Gregory Stafford (1987)
- Lisa Stevens (2014)
- Klaus Teuber (2004)
- Donald Turnball (1974)
- Jonathan Tweet (2007)
- James Ward (1989)
- Margaret Weis (2001)
- Jordan Weisman (1994)
- Loren Wiseman (2004)
- Reinhold Wittig (2020)
- Eric Wujcik (2011)
- Louis Zocchi (1986)

Produkte
- Ace of Aces, Buchspiel (1993)
- Acquire, Brettspiel (2011)
- Advanced Dungeons & Dragons, Rollenspiel (1996)
- Amber Diceless RPG, Rollenspiel (2011)
- Axis & Allies, Brettspiel (1995)
- Battletech, Spieleuniversum (1997)
- Berg's Review of Games, Zeitschrift (1997)
- BoardGameGeek.Com (2020)
- Call of Cthulhu, Rollenspiel (1995)
- Champions, Rollenspiel (1999)
- Cosmic Encounter, Brettspiel (1996)
- The Courier, Zeitschrift (1997)
- Diplomacy, Brettspiel (1993)
- Dominion, Deckbuilding-Kartenspiel (2013)
- Dragon, Zeitschrift (1994)
- Dungeons & Dragons, Rollenspiel (1977)
- Empire (Tabletop), Tabletop (1977)
- Fire & Movement Magazine, Zeitschrift (1997)
- GURPS, Rollenspiel (1999)
- Illuminati, Kartenspiel (1997)
- Mage Knight, Tabletop (2019)
- Magic: The Gathering, Sammelkartenspiel (1998)
- Munchkin, Kartenspiel (2013)
- Napoleon’s Battles,  (2007)
- Mittelerde-Postspiel (1997)
- Nuclear War, Kartenspiel (1997)
- Pendragon,  (2007)
- Risiko, Brettspiel (1994)
- Die Siedler von Catan, Brettspiel (2001)
- Squad Leader, Brettspiel (2004)
- Star Fleet Battles, Brettspiel (2007)
- Strategy & Tactics, Zeitschrift (1997)
- Traveller, Rollenspiel (1996)
- TwixT, strategisches Brettspiel (2011)
- Yatzee, Würfelspiel (2020)
- Warhammer 40.000, Tabletop (2006)